# Arauca
Arauca é um departamento da Colômbia. Sua população era de 256.527 pessoas em 2013.

## Municípios
1. Arauca
2. Arauquita
3. Cravo Norte
4. Fortul
5. Puerto Rondón
6. Saravena
7. Tame

### Etnias
| Cor/Raça           | Porcentagem |
| ------------------ | ----------- |
| Mestiços e Brancos | 93,70%      |
| Afro-colombianos   | 4,07%       |
| Indígenas          | 2,22%       |
| Ciganos            | 0,01%       |